# Choléra des poules
Le choléra des poules est une maladie aviaire due à une bactérie du genre Pasteurella, Pasteurella multocida, découverte par le vétérinaire alsacien Moritz puis étudiée successivement par Sebastiano Rivolta (it) (1832-1893) en 1877, Edoardo Perroncito (1847-1936) et Semmer, vétérinaires à Turin en 1878 et Henry Toussaint à Toulouse en 1879.
Pasteur mit au point une méthode de culture plus efficace que celle de Toussaint et publia un procédé de vaccination par atténuation à l'aide d'oxygène : il s'agit du premier exemple de vaccin vivant atténué.
Cette maladie n'a rien à voir avec le choléra humain, dû à Vibrio cholerae.

## Source
- (fr) [PDF] Pasteur (1933) Œuvres tome VI - Maladie virulentes. Virus. Vaccins. Prophylaxie de la rage